# Fabiola León-Velarde
Fabiola León-Velarde Servetto (Lima, 18 de junio de 1956) es una fisióloga peruana que se ha dedicado a la investigación de la fisiología de adaptación a la altura en seres humanos y animales, y de enfermedades crónicas de la altura. Fue la primera rectora de la Universidad Peruana Cayetano Heredia (UPCH) y ha sido presidenta del Consejo Nacional de Ciencia, Tecnología e Innovación del Perú (Concytec). Desde el 2022, es directora de la Escuela de Posgrado de la UPCH.

## Biografía

### Primeros años y educación
León-Velarde nació en Lima. Es hija de Carlos León-Velarde Gamarra y Juana Servetto Marti (Uruguay). Cuenta con 8 hermanos. Es nieta de Angélica Gamarra Peralta y del político Ricardo León Velarde. 
Obtuvo el grado de bachiller en ciencias, con mención en Biología en la Universidad Peruana Cayetano Heredia en 1979, en 1981, consiguió el grado de Magíster en Ciencias con mención en Fisiología y, en 1986, el grado de Doctor en Ciencias con mención en Fisiología, en la misma universidad. Su tesis doctoral tuvo como tema central el sistema cardiorrespiratorio de los embriones de aves andinas.

### Trayectoria profesional
Desde el bachillerato se interesó en los efectos de la altura en los seres vivos, trabajando en el laboratorio de fisiología de altura de la UPCH en Cerro de Pasco. Desde ese momento se ha dedicado a la investigación de la fisiología de adaptación a la altura en seres humanos y animales, y de enfermedades crónicas de la altura, también conocidas como mal de montaña.Formó parte del equipo del Laboratorio de Transporte de Oxígeno de Carlos Monge Cassinelli (hijo de Carlos Monge Medrano).Ha publicado más de 150 artículos científicos en dichas áreas y ha sido vicepresidenta de la Sociedad Internacional de Medicina de Montaña.
Ha colaborado con la Sección Respiratoria Humana del Laboratorio de Fisiología de la Universidad de Oxford en el Reino Unido, donde fue invitada como "Fellow Communer" de la "Queen's College". Ha sido Investigadora Asociada visitante de ARPE/UFR de Medicina de la Universidad de París Sorbone XIII en Francia de 1995 a 2005.
Ha asumido múltiples cargos administrativos. Fue nombrada vicerrectora de Investigación (2004 - 2008) y rectora (2008-2017) de la Universidad Peruana Cayetano Heredia. Fue presidenta de la Fundación Cayetano Heredia. Ha sido miembro del comité consultivo del Programa Iberoamericano de Ciencia y Tecnología (CYTED) (2005-2009), y del Consejo de Orientación Estratégica del Instituto de Investigación para el Desarrollo (COS - IRD) de Francia.Fue presidenta del Consejo Nacional de Ciencia, Tecnología e Innovación (2017-2020) y miembro del Consejo directivo de la Superintendencia Nacional de Educación Superior Universitaria.Desde julio del 2022, es Directora de la Escuela de Posgrado de la UPCH.
Ha ejercido también como asesora en diversas instituciones nacionales e internacionales, incluyendo el Centro Internacional de Investigación para el Desarrollo (CIID) de Canadá, la Organización Internacional del Trabajo (OIT), Antamina y el Organismo Andino de Salud. 
Es miembro de sociedades científicas importantes como la American Physiological Society (APS), la Academia de Ciencias de América Latina (ACAL), y la Academia Nacional de Ciencias.

### Cargos honoríficos
Ha sido miembro del Consejo Directivo de la Fullbright Commission. Fue presidenta de la Asociación Peruana de los Miembros de la Legión de Honor de Francia en 2018. Es presidenta de la Asociación Cultural Alianza Francesa de Lima y vicepresidenta de la Asociación Civil Democrática Transparencia. Es miembro fundador del panel del jurado de los Premios Think Tank del Año de PODER, cuyo objetivo es celebrar el buen trabajo de los Think Tanks en el país.

## Investigaciones
Entre sus investitaciones más destacadas se encuentra un estudio publicado en el 2010 en donde encontró que el gasto cardíaco es menor en sujetos que padecen de mal de montaña crónico, popularmente conocido como "soroche", en comparación con los habitantes a nivel del mar, mientras que la resistencia vascular pulmonar es mayor. 

## Premios y reconocimientos
- Premio The IFS/King Baudouin, Suecia (1994)[17]
- Legión de Honor en el grado de Caballero, Francia (2011)
- Premio APEC-Perú a la Mujer Innovadora, en la Cumbre de la Mujer y la Economía (WES) en Estados Unidos (2011)[17]
- Premio Innotec-Perú 2011 del SINACYT, por su gestión de la investigación en UPCH
- Orden al Mérito de la Mujer Peruana, Perú (2012)[1]
- Premio Rector Científico Tecnológico 2012, en el Encuentro Científico Internacional (2013)[18]
- Premio Peruanos Distinguidos, otorgado por el Congreso de la República (2015)[19]
- Medalla “José Tola Pasquel”, por su contribución científica y educativa como Miembro del Centro Interuniversitario de Desarrollo-CINDA de Chile (2017) [20]
- En el 2021, el Consejo Nacional de Ciencia, Tecnología e Innovación reconoció sus aportes incluyéndola en el libro titulado "Científicas del Perú: 24 historias por descubrir"[21]
- Incluida en el ranking de las personas más influyentes de la educación superior (2023)[22]
- En 2024, su historia fue incluída en el libro “Tengo el orgullo: Cien historias extraordinarias de peruanos que hacen patria”[23]